# سوشالتاون (آلاباما)
سوشالتاون (به انگلیسی: Social Town) یک منطقهٔ مسکونی در ایالات متحده آمریکا است که در شهرستان کارنشو، آلاباما واقع شده‌است. سوشالتاون ۱۱۷٫۰۴ متر بالاتر از سطح دریا قرار دارد.